# Ausoniusstraße (Römerstraße)

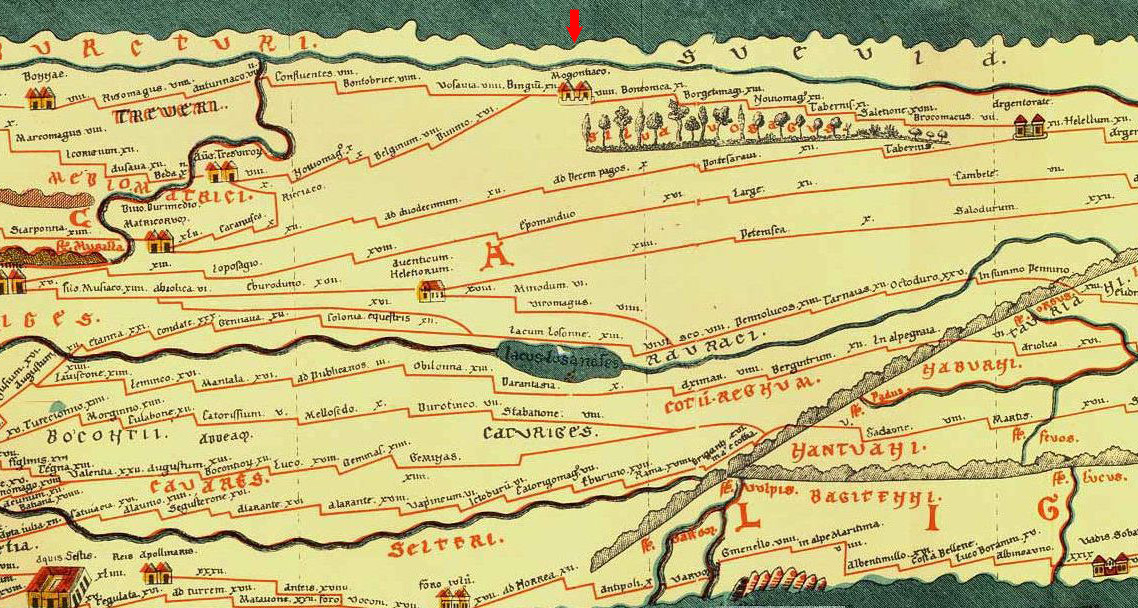
Darstellung in der Tabula Peutingeriana (Pfeil auf Mainz)

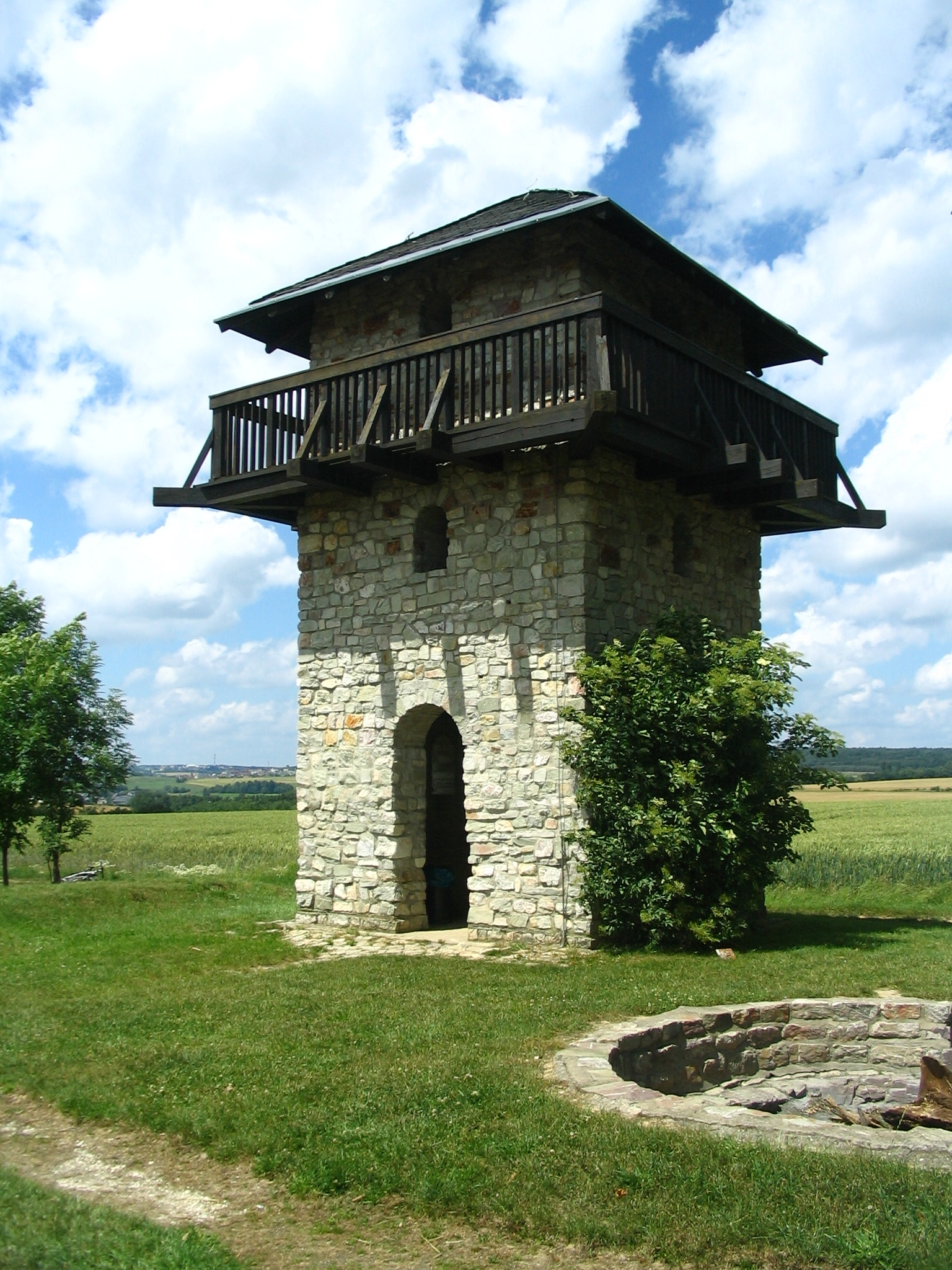
Rekonstruierter Wachturm bei Dill

Die Ausoniusstraße oder der Ausoniusweg war eine römische Straße, die von Trier über den Hunsrück nach Bingen am Rhein zur Rheintalstraße und damit weiter nach Mainz (Mogontiacum) führte. Die Strecke ist heute als Wanderweg erschlossen, der vom Hunsrückverein betreut wird. Das Wanderzeichen ist ein weißes AU auf grünem Grund.

## Name und Beschreibung
Ein antiker Name der schon bei Tacitus erwähnten Strecke ist nicht bekannt. Die Wegführung ist auf der Tabula Peutingeriana eingezeichnet, der Kopie einer römischen Straßenkarte aus dem 4. Jahrhundert. Der römische Dichter und Staatsbeamte Decimus Magnus Ausonius bereiste die Gegend zwischen 365 und 368 und beschrieb die Reise von Bingen nach Trier in seinem Gedicht Mosella. Die Benennung der Strecke nach Ausonius wurde jedoch erst im 20. Jahrhundert üblich. Der meist gerade Weg wurde von römischen Siedlungen gesäumt, war selbst befestigt und sogar zweispurig ausgebaut. Unbekannt ist, ob der Weg mit Leugensteinen (Meilensteinen) markiert war. Da heutige Straßen (zum Beispiel die Hunsrückhöhenstraße und die Bundesstraße 50 und vor Bingen die Landstraße 214) auf der Trasse verlaufen, wird der Wanderweg des Öfteren auf parallelen, wandergeeigneten Strecken geführt. Besonders deutlich ist der typische gradlinige Verlauf der Trasse zwischen dem Stumpfen Turm und Kirchberg-Denzen.
Seit Juni 2013 ist der Ausoniusweg auch als Hunsrücker Jakobsweg gewidmet, da er bereits im Mittelalter als Pilgerweg genutzt wurde.

## Verlauf
Der Ausoniusweg ist ca. 118 km lang und führt heute als Wanderweg meist über Feldwege. Er verbindet das Mittelrheintal (Bingen) mit Trier. Bei einer Wanderung mit einer Tagesleistung von 20 km/d ist eine Einkehr etwa in folgenden Orten empfohlen:
1. Etappe Bingen-Rheinböllen (22 km)
2. Etappe Rheinböllen-Kirchberg (23 km)
3. Etappe Kirchberg-Hochscheid (17 km)
4. Etappe Hochscheid-Gräfendhron (22 km)
5. Etappe Gräfendhron-Fell (21 km)
6. Etappe Fell-Trier (13 km)

Ein alternativer Aufstieg beginnt in Neumagen-Dhron, identisch mit dem Moselhöhenweg und führt über den Weinplatz bei Horath. Bei Morbach-Elzerath (Heidenpütz) trifft diese Originaltrasse auf den über Trier, Pfalzel, Fell, Gräfendhron kommenden Wanderweg. Die Strecke ist, von Trier an gerechnet, sieben Kilometer länger.
Weitere Ortschaften an der Trasse sind die Städte Simmern, Stromberg und die Orte Waldalgesheim und Weiler. Hier wird der Wanderweg aber parallel über Rheinböllen, Erbach am Binger Wald entlanggeführt. Die direkte Trasse führte ehemals über Stromberg und von Weiler durch das Tälchen Im Bangert auf die damals näher an der Nahemündung situierte römische Nahebrücke zu (? Drususbrücke).

## Aufbau

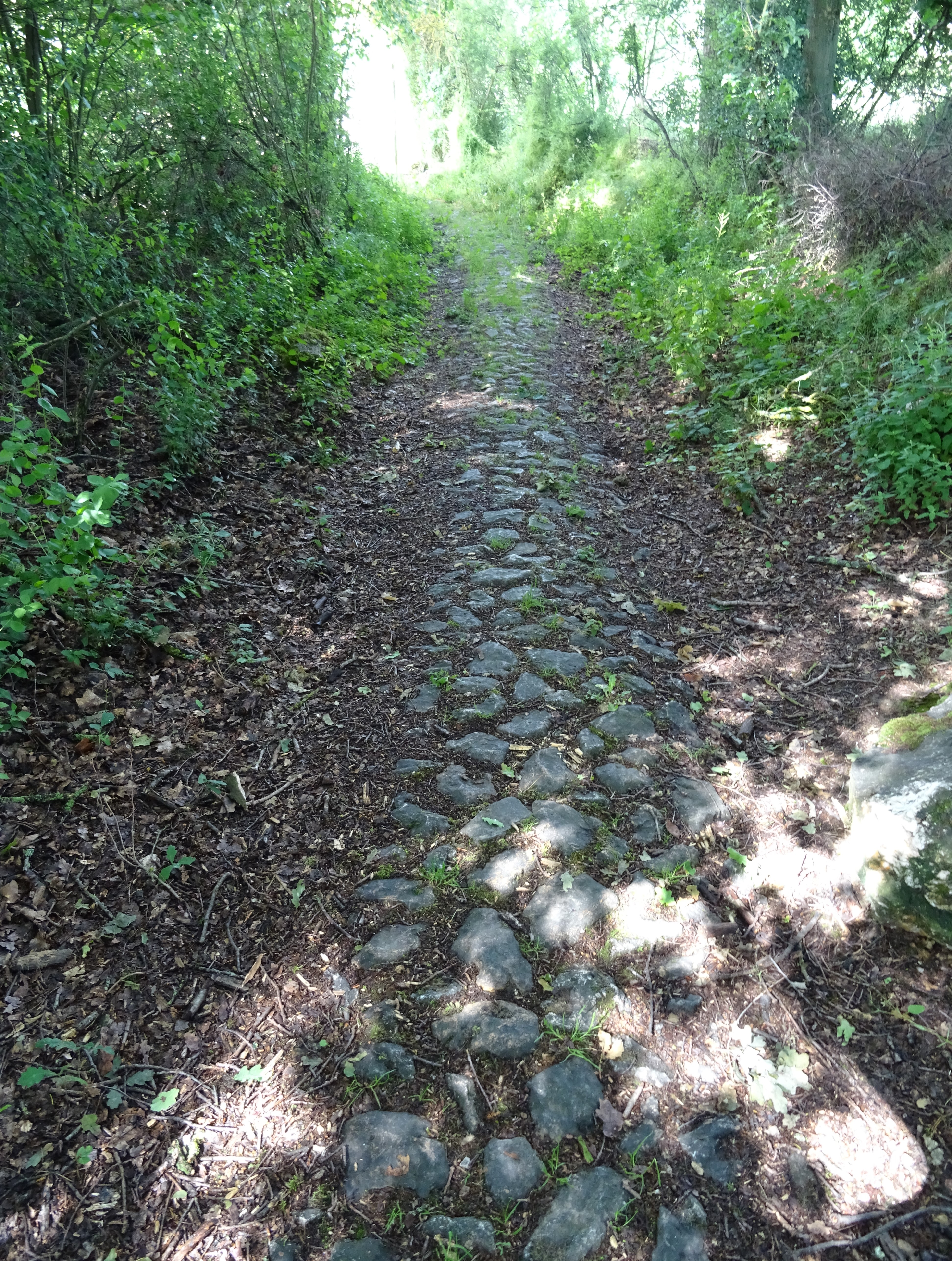
Erhaltener Anstieg bei Dill

Der langjährige Direktor des Römisch-Germanischen Zentralmuseums in Mainz Karl Schumacher beschreibt den von ihm festgestellten Aufbau der Römerstraße wie folgt: „Den Unterbau bildet ein 1,50 Meter hoher Damm, dessen Erde den Gräben entnommen ist, die an vielen Stellen noch beiderseits desselben zu sehen sind. Die stark gewölbte Fahrbahn hatte eine Breite von 5 bis 5,50 Meter, die beiderseitige Böschung von je circa 1,50 Meter. Die Steinpackung ist etwa 80 Zentimeter stark und läßt deutlich zwei Straßenkörper übereinander erkennen, die durch eine sogenannte Blätterschicht voneinander getrennt sind. Es ist eine wahre Lust, auf dem fast schnurgeraden Damm durch Wald und Heide dahinzuwandern…“